# Paris-Nice 1986
Paris-Nice 1986 est la 44e édition de la course cycliste Paris-Nice. La course a lieu entre le 2 et le 9 mars 1986. La victoire revient au coureur irlandais Sean Kelly de l'équipe Kas devant Urs Zimmermann (Carrera-Inoxpran) et Greg LeMond (La Vie claire).

## Participants
Dans cette édition de Paris-Nice, 97 coureurs participent divisés en 11 équipes : Kas, Carrera-Inoxpran, La Vie claire, Peugeot-Shell-Velo Talbot, Panasonic, Système U, R.M.O.-Meral-Mavic, Teka, Fagor, 7-Eleven et Transvemij-Van Schilt-Elro. L’épreuve est terminée par 74 coureurs.

## Étapes
| Étapes                | Date   | Villes étapes                                     | Km      | Vainqueur d’étape         | Leader du classement général |
| --------------------- | ------ | ------------------------------------------------- | ------- | ------------------------- | ---------------------------- |
| Prologue              | 2 mars | Paris (clm)                                       | 5,9 km  | Sean Kelly                | Sean Kelly                   |
| 1re étape             | 3 mars | Limeil-Brévannes - Limeil-Brévannes               | 148 km  | Bruno Wojtinek            | Sean Kelly                   |
| 2e étape              | 4 mars | Buxy - Saint-Étienne                              | 223 km  | Bruno Wojtinek            | Sean Kelly                   |
| 3e étape              | 5 mars | Saint-Étienne - Domaine du Rouret                 | 206 km  | Sean Kelly                | Sean Kelly                   |
| 4e étape, 1er secteur | 6 mars | Domaine du Rouret - Mont Ventoux (Chalet Reynard) | 118 km  | Eric van Lancker          | Sean Kelly                   |
| 4e étape, 2e secteur  | 6 mars | Carpentras - Avignon (clm)                        | 31,5 km | Peugeot-Shell-Velo Talbot | Sean Kelly                   |
| 5e étape              | 7 mars | Salon-de-Provence - Mont Faron                    | 180 km  | Pedro Muñoz               | Sean Kelly                   |
| 6e étape              | 8 mars | Toulon - Mandelieu-la-Napoule                     | 194 km  | Jørgen Vagn Pedersen      | Sean Kelly                   |
| 7e étape, 1er secteur | 9 mars | Mandelieu-la-Napoule - Nice                       | 101 km  | Alfonso Gutiérrez         | Sean Kelly                   |
| 7e étape, 2e secteur  | 9 mars | Nice - Col d'Èze (clm)                            | 10 km   | Sean Kelly                | Sean Kelly                   |

## Résultats des étapes

### Prologue
2-03-1986. Paris, 5,9 km (clm).
|   | Cycliste         | Équipe    | Temps      |
| - | ---------------- | --------- | ---------- |
| 1 | Sean Kelly       | Kas       | 7 min 19 s |
| 2 | Bert Oosterbosch | Panasonic | + 5 s      |
| 3 | Alain Bondue     | Système U | + 7 s      |

### 1reétape
3-03-1986. Limeil-Brévannes-Limeil-Brévannes, 148 km.
|   | Cycliste         | Équipe                    | Temps           |
| - | ---------------- | ------------------------- | --------------- |
| 1 | Bruno Wojtinek   | Peugeot-Shell-Velo Talbot | 4 h 05 min 01 s |
| 2 | Francis Castaing | R.M.O.-Meral-Mavic        | m.t.            |
| 3 | Frank Hoste      | Fagor                     | m.t.            |

### 2eétape
4-03-1986. Buxy-Saint-Étienne 223 km.
|   | Cycliste       | Équipe                    | Temps           |
| - | -------------- | ------------------------- | --------------- |
| 1 | Bruno Wojtinek | Peugeot-Shell-Velo Talbot | 6 h 30 min 33 s |
| 2 | Sean Kelly     | Kas                       | m.t.            |
| 3 | Frank Hoste    | Fagor                     | m.t.            |

### 3eétape
5-03-1986. Saint-Étienne-Le Rouret 206 km.
|   | Cycliste          | Équipe        | Temps           |
| - | ----------------- | ------------- | --------------- |
| 1 | Sean Kelly        | Kas           | 5 h 48 min 53 s |
| 2 | Alfonso Gutiérrez | Teka          | m.t.            |
| 3 | Steve Bauer       | La Vie claire | m.t.            |

### 4eétape,1ersecteur
6-03-1986. Le Rouret-Mont Ventoux (Chalet Reynard), 118 km.
|   | Cycliste         | Équipe           | Temps           |
| - | ---------------- | ---------------- | --------------- |
| 1 | Eric van Lancker | Panasonic        | 3 h 34 min 51 s |
| 2 | Urs Zimmermann   | Carrera-Inoxpran | + 1 min 01 s    |
| 3 | Sean Kelly       | Kas              | + 1 min 36 s    |

### 4eétape,2esecteur
6-03-1986. Carpentras-Avignon, 31,5 km. (clm)
|   | Équipe                    | Temps       |
| - | ------------------------- | ----------- |
| 1 | Peugeot-Shell-Velo Talbot | 37 min 00 s |
| 2 | La Vie claire             | + 19 s      |
| 3 | Kas                       | + 36 s      |

### 5eétape
7-03-1986. Salon-de-Provence-Mont Faron, 180 km.
|   | Cycliste      | Équipe | Temps           |
| - | ------------- | ------ | --------------- |
| 1 | Pedro Muñoz   | Fagor  | 4 h 42 min 52 s |
| 2 | Sean Kelly    | Kas    | + 5 s           |
| 3 | Éric Caritoux | Fagor  | m.t.            |

### 6eétape
8-03-1986. Toulon-Mandelieu-la-Napoule, 194 km.
|   | Cycliste             | Équipe           | Temps           |
| - | -------------------- | ---------------- | --------------- |
| 1 | Jørgen Vagn Pedersen | Carrera-Inoxpran | 5 h 29 min 58 s |
| 2 | Sean Kelly           | Kas              | + 1 min 16 s    |
| 3 | Eddy Schepers        | Carrera-Inoxpran | m.t.            |

### 7eétape,1ersecteur
9-03-1986. Mandelieu-la-Napoule-Nice, 101 km.
|   | Cycliste          | Équipe | Temps           |
| - | ----------------- | ------ | --------------- |
| 1 | Alfonso Gutiérrez | Teka   | 2 h 31 min 37 s |
| 2 | Sean Kelly        | Kas    | m.t.            |
| 3 | Frank Hoste       | Fagor  | m.t.            |

### 7eétape,2esecteur
9-03-1986. Nice-Col d'Èze, 10 km (clm).
|   | Cycliste              | Équipe           | Temps       |
| - | --------------------- | ---------------- | ----------- |
| 1 | Sean Kelly            | Kas              | 19 min 45 s |
| 2 | Jean-François Bernard | La Vie claire    | + 14 s      |
| 3 | Urs Zimmermann        | Carrera-Inoxpran | + 27 s      |

## Classements finals

### Classement général
|    | Cycliste              | Équipe                    | Temps            |
| -- | --------------------- | ------------------------- | ---------------- |
| 1  | Sean Kelly            | Kas                       | 33 h 12 min 21 s |
| 2  | Urs Zimmermann        | Carrera-Inoxpran          | + 1 min 50 s     |
| 3  | Greg LeMond           | La Vie claire             | + 2 min 27 s     |
| 4  | Pascal Simon          | Peugeot-Shell-Velo Talbot | + 2 min 44 s     |
| 5  | Éric Caritoux         | Fagor                     | + 2 min 59 s     |
| 6  | Iñaki Gastón          | Kas                       | + 3 min 21 s     |
| 7  | Jean-François Bernard | La Vie claire             | + 3 min 23 s     |
| 8  | Yvon Madiot           | Système U                 | + 4 min 14 s     |
| 9  | Charly Mottet         | Système U                 | + 4 min 37 s     |
| 10 | Eddy Schepers         | Carrera-Inoxpran          | + 5 min 03 s     |